# Bom Despacho, Minas Gerais
Bom Despacho este un oraș în unitatea federativă Minas Gerais (MG), Brazilia.